# Processo Bergius
Il processo Bergius è un metodo di produzione di idrocarburi liquidi da utilizzare come combustibile sintetico, mediante idrogenazione di carbone bituminoso altamente volatile a temperatura e pressione elevate. Fu sviluppato per la prima volta nel 1913 da Friedrich Bergius, che nel 1931 ricevette il Premio Nobel per la chimica per i suoi studi sulla chimica ad alta pressione.

## Processo
Il carbone è macinato finemente ed essiccato e successivamente mescolato con olio pesante riciclato dal processo. Tipicamente viene aggiunto un catalizzatore alla miscela. Negli anni sono stati sviluppati numerosi catalizzatori, compresi i solfuri di tungsteno o di molibdeno, oleato di stagno o di nichel.
La miscela è pompata in un reattore. La reazione si verifica tra 400 e 500 °C e tra 20 e 70 MPa di pressione dell'idrogeno. La reazione produce oli pesanti, oli medi, benzina e gas. La reazione complessiva può essere sintetizzata come segue:
{\displaystyle n{\rm {C}}+(n-x+1){\rm {H}}_{2}\rightarrow {\rm {C}}_{n}{\rm {H}}_{2n-2x+2}} (dove x = gradi di insaturazione)
Il prodotto immediato del reattore deve essere stabilizzato passandolo su un catalizzatore convenzionale di cracking idrogenante. Il flusso del prodotto ha un contenuto elevato di nafteni e idrocarburi aromatici, basso di paraffine e bassissimo di olefine. Le diverse frazioni possono essere passate ad un ulteriore trattamento (cracking, reforming) per produrre combustibile di qualità desiderabile. Se passato attraverso un processo come il platforming, la maggior parte dei nafteni sono convertiti in idrocarburi aromatici e l'idrogeno recuperato è riciclato nel processo. Il prodotto liquido del platforming conterrà oltre il 75% di idrocarburi e avrà un numero di ottano RON (Research Octane Number) di oltre 105.
Complessivamente, circa il 97% del carbonio in entrata fornito direttamente al processo può essere convertito in combustibile sintetico. Tuttavia, qualsiasi quantità di carbonio usato nella generazione di idrogeno andrà perduto come anidride carbonica, riducendo così l'efficienza carbonica complessiva del processo.
C'è un residuo di composti catramosi non reattivi mescolati con la cenere del carbone e del catalizzatore. Per minimizzare la perdita di carbonio nel flusso residuo, è necessario avere un basso rifornimento di cenere. Tipicamente il carbone dovrebbe essere cenere <10% rispetto al peso. L'idrogeno richiesto per il processo può anche essere prodotto dal carbone o dal residuo mediante reforming con vapore. Un fabbisogno tipico di idrogeno è di ~8 kg di idrogeno per tonnellata di carbone secco, privo di cenere. Generalmente, questo processo è simile all'idrogenazione. Il prodotto è a tre livelli: olio pesante, olio medio, benzina. L'olio medio è idrogenato al fine di ottenere più benzina e l'olio pesante è mescolato di nuovo con il carbone e il processo riparte. In questo modo anche le frazioni di olio pesante e di olio medio sono riutilizzate in questo processo.
La più recente evoluzione del lavoro di Bergius è l'impianto di idroliquefazione a due stadi a Wilsonville (Alabama), che operò durante il 1981-85. Qui un estratto di carbone era preparato sotto calore e alla pressione dell'idrogeno usando carbone finemente polverizzato e solvente donatore riciclato. Quando la molecola del carbone è scissa, si formano radicali liberi che sono immediatamente stabilizzati mediante assorbimento degli atomi H dal solvente donatore. molecolare e scindendo lo zolfo, l'ossigeno e l'idrogeno originariamente presenti nel carbone. Parte del prodotto liquido è il solvente donatore idrogenato che è riportato allo Stadio I. La rimanenza del prodotto liquido è frazionata mediante distillazione dando vari prodotti nell'intervallo di ebollizione e un residuo cenerino. Il residuo cenerino va in un'unità CSDA Kerr-McGee CSDA che dà un prodotto liquido addizionale e un materiale ricco di cenere contenente carbone che non ha reagito e un residuo pesante, che in un impianto commerciale sarebbe gassificato per fare l'H2 necessario per alimentare il processo. I parametri possono essere aggiustati per evitare di gassificare una qualsiasi quantità del carbone che entra nell'impianto. Versioni alternative della configurazione dell'impianto potrebbero usare il processo LC-Fining e/o un'unità di deashing antisolvente. Specie tipiche nel solvente donatore sono idrocarburi aromatici ad anello fuso (dal tetraidronaftalene in su) o gli eterocicli analoghi. Il lavoro a Wilsonville fu terminato dall'amministrazione Reagan nel 1985 di nuovo a causa di pressioni politiche dalle grandi compagnie petrolifere (vedi sotto). È da ricordare che nel 2013 si è avuto il centenario delle ricerche di Bergius.

## Storia
Friedrich Bergius sviluppò il processo durante la sua abilitazione. Una tecnica per la chimica ad alta pressione e ad alta temperatura dei sostrati contenenti carbonio fu registrata in un brevetto nel 1913. In questo processo gli idrocarburi liquidi usati come combustibile sintetico sono prodotti mediante idrogenazione della lignite (carbone marrone). Bergius sviluppò il processo ben prima del comunemente noto processo Fischer-Tropsch. Karl Goldschmidt lo invitò a costruire un impianto industriale nella sua fabbrica, la Th. Goldschmidt AG (ora nota come Evonik Industries) nel 1914. La produzione iniziò solo nel 1919, dopo che era finita la prima guerra mondiale, quando il bisogno di carburante stava già declinando. I problemi tecnici, l'inflazione e le costanti critiche di Franz Joseph Emil Fischer, che si mutarono in sostegno dopo una dimostrazione personale del processo, resero i progressi lenti e Bergius vendette il suo brevetto alla BASF, dove lavorò Carl Bosch. Prima della seconda guerra mondiale furono costruiti parecchi impianti con una capacità annua di 4 milioni di tonnellate di combustibile sintetico. Questi impianti furono usati estesamente durante la Seconda guerra mondiale per rifornire la Germania di carburante e lubrificanti.

## Uso

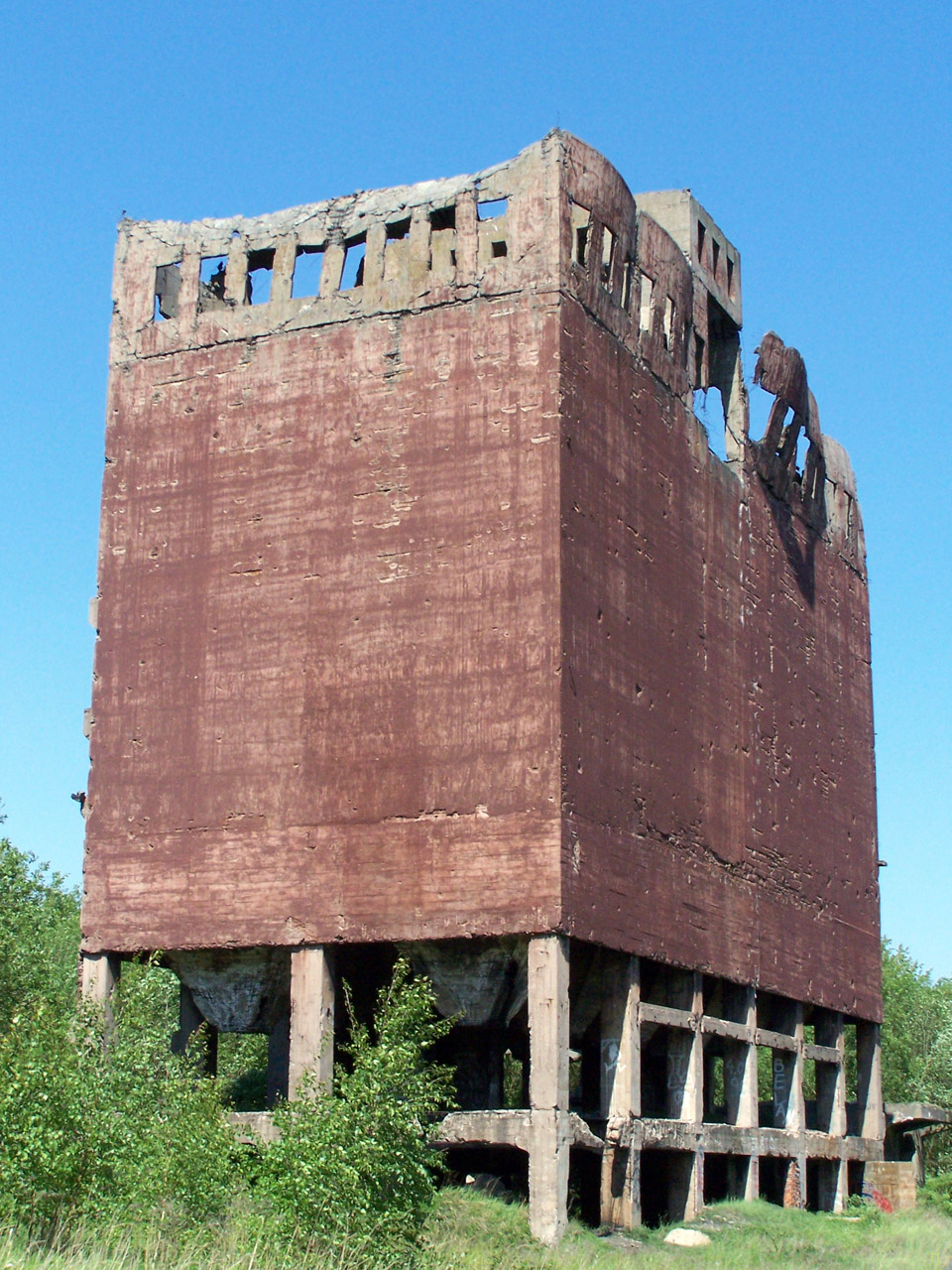
Rovine di un montacarichi per il carbone in un impianto di benzina della Seconda guerra mondiale (IG Farben Industrie, Police (Polonia))

Il processo Bergius fu usato estensivamente dalla Brabag, un'azienda cartello della Germania nazista. Gli impianti che usavano il processo furono presi di mira per i bombardamenti durante la cosiddetta Campagna petrolifera della Seconda guerra mondiale, una serie di attacchi mirati condotti dalle forze aeree alleate contro gli impianti che rifornivano la Germania nazista di carburante e lubrificanti. Attualmente non ci sono impianti che utilizzano commercialmente il processo Bergius o i suoi derivati. Il più grande impianto dimostrativo era l'impianto da 200 tonnellate al giorno a Bottrop (Germania), gestita dalla Ruhrkohle, che cessò l'attività nel 1993. Ci sono notizie
di una compagnia cinese che stava costruendo un impianto con una capacità di 4.000 tonnellate al giorno. Ci si aspettava che diventasse operativo nel 2007, ma non c'è stata conferma che ciò sia stato realizzato.
Durante Ia Seconda guerra mondiale gli Stati Uniti condussero ricerche segrete per convertire il carbone in benzina presso una struttura a Louisiana (Missouri). Localizzato lungo il fiume Mississippi, questo impianto stava producendo benzina in quantità commerciali verso il 1948. Il metodo del processo Louisiana produceva benzina per automobili a un prezzo lievemente più alto, ma paragonabile alla benzina a base di petrolio, ma di qualità superiore.
La struttura fu chiusa nel 1953 dall'amministrazione Eisenhower, presumibilmente dopo intense pressioni da parte dell'industria petrolifera. L'attività di Louisiana (Missouri) cominciò intorno al 1946 usando tecnologia sottratta ai tedeschi. La presunta obiezione contro di essa da parte delle grosse compagnie petrolifere (chiamate collettivamente "Big Oil") di Houston era che le stime dei costi per la produzione commerciale erano così basse che le risorse dei campi petroliferi delle società sarebbero state rese prive di valore. I teorici della cospirazione ipotizzarono inoltre che il programma, perciò, dovesse essere terminato per proteggere i profitti delle "Big Oil".